# Bolitophila saundersii
Bolitophila saundersii is een muggensoort uit de familie van de Bolitophilidae. De wetenschappelijke naam van de soort is voor het eerst geldig gepubliceerd in 1836 door Curtis.